# Witness (Vola)
Witness è il terzo album in studio del gruppo musicale danese Vola, pubblicato il 21 maggio 2021 dalla Mascot Label Group.

## Tracce
Testi e musiche di Vola, eccetto dove indicato.
1. Straight Lines – 4:22
2. Head Mounted Sideways – 5:34
3. 24 Light-Years – 4:32
4. These Black Claws (feat. Shahmen) – 5:52 (testo: Vola, Shahmen)
5. Freak – 4:50
6. Napalm – 4:58
7. Future Bird – 4:35
8. Stone Leader Falling Down – 4:23
9. Inside Your Fur – 5:00

Tracce bonus nell'edizione deluxe digitale
1. Napalm (Re-Witnessed) – 3:49
2. Straight Lines (Re-Witnessed) – 3:32
3. 24 Light-Years (Piano Session) – 5:07

## Formazione
Hanno partecipato alle registrazioni, secondo le note di copertina:
Gruppo
- Asger Mygind – chitarra, voce
- Nicolai Mogensen – basso
- Martin Werner – tastiera
- Adam Janzi – batteria

Altri musicisti
- Shahmen – voce (traccia 4)

Produzione
- Asger Mygind – produzione
- Jakob Herrmann – ingegneria della batteria
- Jacob Hansen – missaggio, mastering

## Classifiche
| Classifica (2021)          | Posizione massima |
| -------------------------- | ----------------- |
| Finlandia                  | 44                |
| Germania                   | 52                |
| Paesi Bassi                | 76                |
| Regno Unito (independent)  | 7                 |
| Regno Unito (rock & metal) | 7                 |
| Svizzera                   | 90                |